# Josephoartigasia monesi
A Josephoartigasia monesi az emlősök (Mammalia) osztályának a rágcsálók (Rodentia) rendjébe, ezen belül a pakaránafélék (Dinomyidae) családjába tartozó kihalt faj.
Ez volt a legnagyobb valaha élt rágcsálófaj. Maradványait 2008-ban találták meg Uruguayban.

## Története

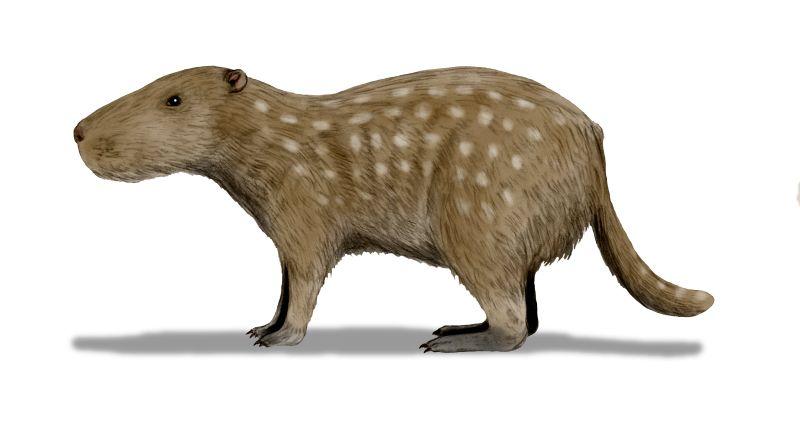
A faj rekonstruált képe

Az 53 centiméter hosszú, megkövesedett koponyát egy amatőr paleontológus találta meg az Uruguay déli részén, a Rio de La Plata folyó partja mentén egy sziklában. A maradványok a montevideói Természettudományi Múzeumban hevertek három évig, mielőtt tanulmányozni nem kezdték azokat, és állapították meg, hogy egy új fajról van szó, melyet Josephoartigasia monesi neveztek el.
Akkor jöttek rá, hogy új fajról van szó, amikor megvizsgálták és összehasonlították annak fogait a Josephoartigasia nemzetség egyéb, ismert fajaival. A faj metszőfogai hihetetlenül nagyok, sokkal nagyobbak, mint bármely más rágcsálóé.
A szakemberek szerint, a három méteres növényevő mintegy 2-4 millió évvel ezelőtt barangolhatott a tölcsértorkolatok és erdők területén. Az emlős - mely mintegy tizenötször nehezebb a legnagyobb, ma élő rágcsálónál - a kutatók szerint a húsevő "terrormadarak" és kardfogú nagymacskák mellett élhetett és valószínűleg a ragadozók miatt nőtt ilyen óriásira.
A kutatócsapat közel egy évet töltött a testtömeg megbecslésével, a koponya egyéb, modern, dél-amerikai rágcsálók koponyájával történő összehasonlításával. A legtöbbjük kevesebb, mint egy kilogrammot nyom. Azonban vannak kivételek, mint a hatvan kilogrammos vízidisznó vagy kapibara (Hydrochoerus hydrochaeris), és az újonnan felfedezett faj legközelebbi, élő rokona a pakarána (Dinomys branickii), mely 15 kilót nyom és a pakarána-félék (Dinomyidae) családjának egyetlen élő képviselője. Az összehasonlítások lehetővé tették, hogy a kutatók megbecsüljék az új faj testsúlyát és előre vetítsék testhosszát.
Először azt hitték, az óriási volt, mintegy egy tonnát nyomhatott. Ám az újabb becslések azt sugallják, hogy az állat ezen súlynak körülbelül harmadával rendelkezhetett. Valószínű, hogy a rágcsáló testtömegének megállapításához eredendően alkalmazott matematikai modellek túlbecsülték az állat testméretét a koponya alapján. A Josephoartigasia monesi valószínűleg az eddigi legnagyobb rágcsáló, ám az új számítások alapján testtömege 350 kilogramm körül lehetett.
A faj rekonstrukciója szerint a testfelépítése a ma élő legnagyobb rágcsálóéhoz, a vízidisznóhoz hasonlított.
A rendkívül jó megtartású koponyában szinte hiánytalanul megvannak a fogak is. A maradvány fontos információkkal szolgálhat nemcsak az eddig ismeretlen faj, hanem az egész család evolúciójáról. A fogak vizsgálata alapján az uruguayi kutatók meg tudták állapítani az állat táplálkozásmódját. Eredményeik szerint a Josephoartigasia nem a szokásos rágcsáló étrenden élt, sokkal inkább lágy vízi növényeket, esetleg gyümölcsöket fogyasztott. Erre utal, hogy a rágófogai igen kisméretűek, rágóizmai pedig viszonylag gyengék voltak, vagyis alkalmatlanok a szívósabb növények felaprítására.